# Gevlekte aalscholver
De gevlekte aalscholver (Phalacrocorax punctatus) is een zeevogel uit de familie Phalacrocoracidae (aalscholvers).

## Verspreiding en leefgebied
Deze soort is endemisch in Nieuw-Zeeland en telt 2 ondersoorten:
- P. p. punctatus: Noordereiland en Zuidereiland.
- P. p. oliveri: Stewarteiland.